# 鼋头渚
鼋头渚，位于无锡市西南15公里的太湖之滨，为一突入湖中的岛渚，因形似鼋头故名。有太湖第一名胜、太湖佳绝处等誉称。

## 概况
鼋头渚为太湖第一名胜，其名最早见于明代，文人王永积有文“水石激溅，山根尽出，嵯岈苍老，绵亘数十丈许，更有一巨石，直瞰湖中，如鼋头然，因呼为鼋头渚。”时有邑人高攀龙在此隐居，留有“马鞍山上振衣，鼋头渚下濯足；一任闲来闲往，笑看世人局促。”的诗句，后人将此一史事刻于峭壁之上，字为“明高忠宪公濯足处”。光绪廿一年（1895年），无锡县令廖纶偕友人游览鼋头渚时，留下了“包孕吴越”四个擘窠大字，镌刻于石壁之上，气势磅礴。
1916年，无锡工商企业家杨翰西在鼋头渚充山附近购地4公顷，次年起兴建横云山庄，历20余年经营，先后建成了奇秀阁、漪澜堂、诵芬堂、藕花深处、长春桥、云逗楼等十数处亭台楼阁，山地面积60多亩。而后，社会贤达王心如又在充山南麓购地4.67公顷，建造太湖别墅，别墅内有七十二峰山馆、万浪桥等景致，并与横云山庄相通。此外，在鼋头渚一带还有何辑伍别墅、蔡缄三退庐、郑明山郑园、陈仲言若圃等，形成了太湖开发建设最早的风景建筑群。虽系私园，但也对公众免费开放。
抗战时期，杨翰西四子杨彦斌任伪无锡县长，组织风景区管理委员会，将横云山庄改名为“横云公园”。抗战胜利后，山庄作为逆产没收归公。1950年3月，建立鼋头渚公园管委员。1958年，无锡市政府将江苏省干部疗养院管辖的七十二蜂山馆、万方楼、方寸桃园等七处景点重新划归鼋头渚，统一管理。“文革”时期，易名为“东风公园”，1979年起始恢复。1982年，鼋头渚公园扩建，逐步形成今日之貌页5-7。
鼋头渚绛雪轩一泓水池处有长春桥，仿颐和园玉带桥，桥前后有湖堤，以桥为界同太湖分隔。长春桥建于1936年，同时在桥畔栽种有日本野生大山樱“染井吉野”，每年四月花期时一片淡红粉白相接，称为樱堤，雅称长春花漪，是鼋头渚的著名景观，被誉为中国的“上野公园”页8；页110。1988年起，作为中日友好交流的代表城市，无锡鼋头渚畔每年均会有不少日本民众前来栽种樱花树，由此形成了规模庞大的樱花林。目前，公园内计有各类樱花树3万多株，是中国最大的樱花之地，名列世界三大赏樱胜地之一。
鼋头渚西北有小箕、大箕、中犊、管社等群峰，形成了“十八湾”风景带，东南是绵延10多公里、峰峦叠嶂的（山军）嶂山区。鼋头渚近处湖中有四座小岛，因一座被另一座所遮，看上去只有三座，被称为湖中三山。三山本是荒岛，1994年起，经过人工开发，在岛上构筑具有道教色彩的太湖仙岛，游客可乘游轮横渡太湖至岛上游览，这也成为了鼋头渚公园的一个新兴景点。

## 景点

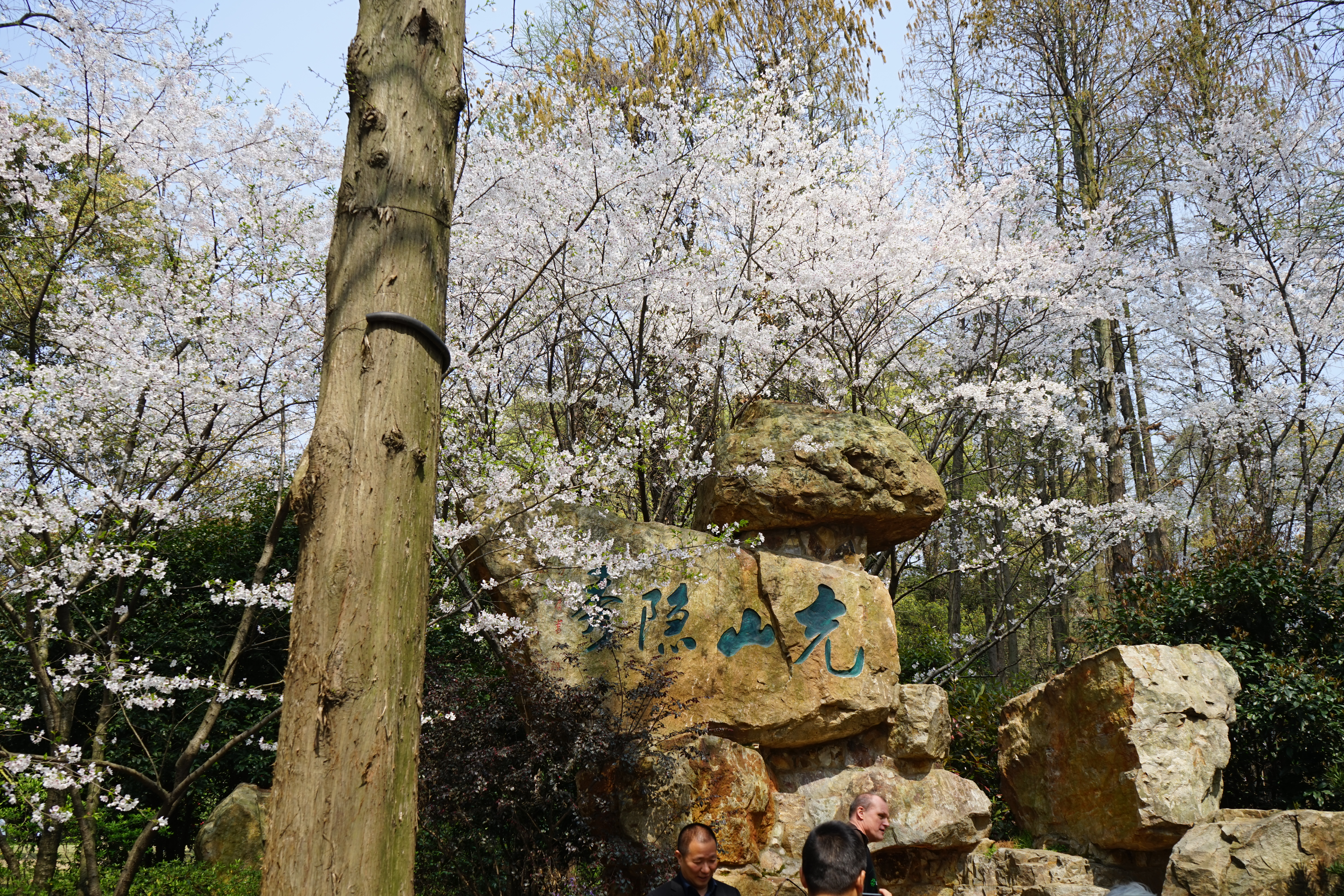
充山隐秀

鼋头渚山水雄伟，气象阔大，非人工模拟自然的传统造园手法所能匡范。故当初建园时，园主多以皇家宫苑为模式，并亲率工匠去北京看样仿造，号称“写放出自旧京，营造咸依法式”。尤以诵芬堂面阔五间，四面环水，三面回廊，俨然丹籞水殿，临湖之“具区胜境”坊，其景观也极似颐和园排云殿“云辉玉宇”坊。诸如此类等等，建筑风格多为北式，甚至门窗花格亦取官式，在江南诸园中为独有的一例页136。
经过数次改扩建，如今鼋头渚公园内拥有充山隐秀、鹿顶迎晖、鼋渚春涛、万浪卷雪、湖山真意、十里芳径、太湖仙岛、江南兰苑及犊山晨雾、广福古寺等十数处景点。

### 太湖佳绝处坊
进鼋头渚公园大门不远处可见“太湖佳绝处”牌坊，坊建于1931年。结构古典，北式风格。原有额“山辉川媚”，于抗日战争时改为“横云公园”。1949后改为为“鼋头渚”；文革中，又易为“东风公园”。1975年，根据郭沫若诗句书额“太湖佳绝”，1979年由名画家李可染书额“太湖佳绝处”，1981年又集郭沫若手迹重组制额。牌坊右侧，有一砖拱门墙，正反面有砖刻“利涉”、“问津”四字。因1934年以前鼋头渚只有水路可通，渡船在此停泊，即是“利涉”，渡船将游人送到这里，不知“桃花源何处”，故还要“问津”页109。牌坊后，立一照壁，挡住园中景色。壁后临水而筑“涵万轩"水榭，取“亭小却能包涵万顷波涛”之意。亭中立“涵万轩”额，扇形，朱汝珍书。另有乾隆所书“湖山罨画”一匾，原是北京静明园中旧物，为园主于1934年在北京地安门外烟袋斜街所得，移挂此地页7。

### 鼋渚春涛

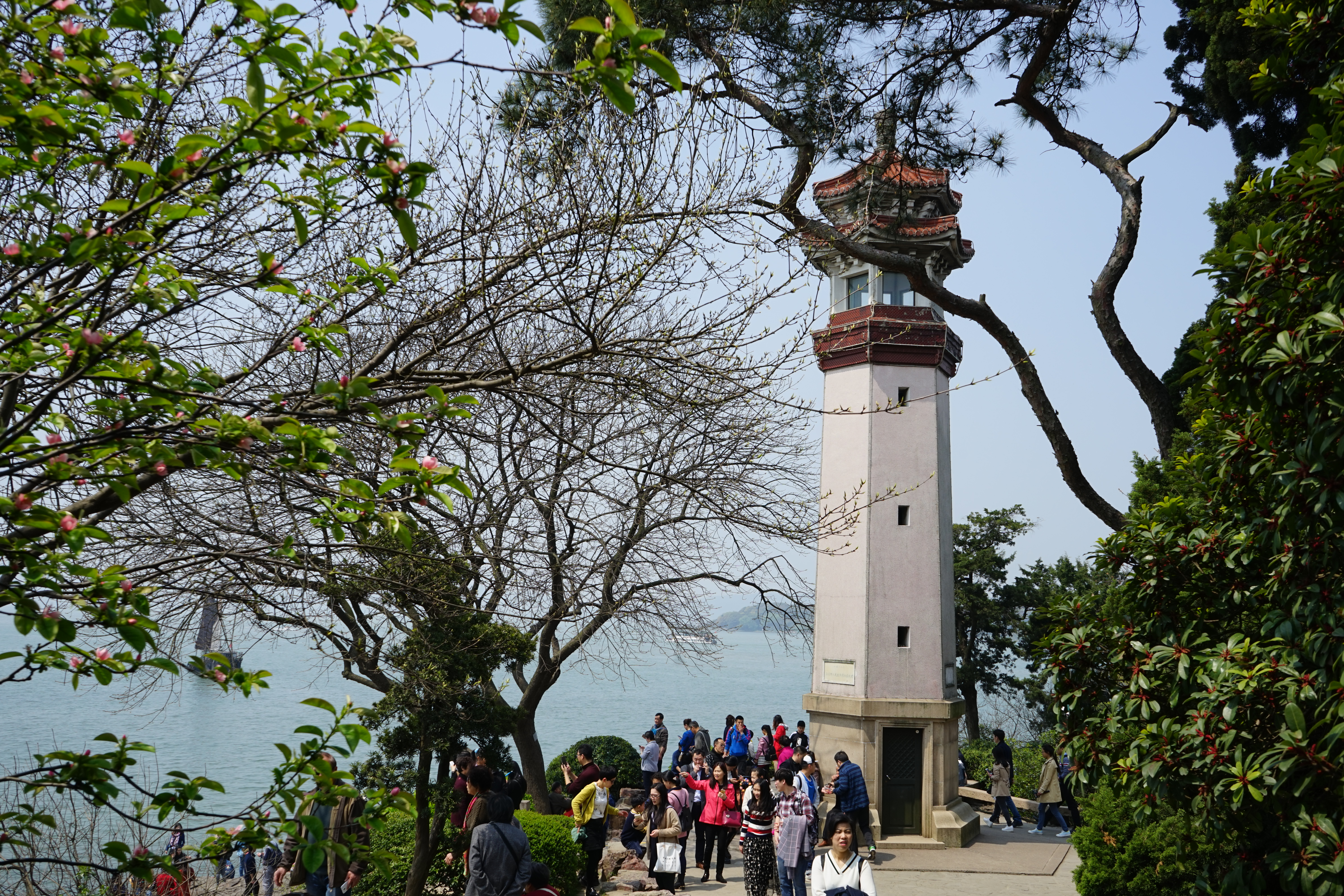
鼋头渚灯塔

过具区（太湖古称具区）牌坊，入“藕花深处”，即到鼋头渚，首见灯塔。此塔建于1924年，为锡湖轮船公司通航时，地方人士集资建设以作贺。后几经修葺，达到13.1米的高度。灯塔后有刻石，正面刻“鼋头渚”三字，为秦敦世所书；另一面刻“鼋渚春涛”四字，原为清代状元刘春霖所书，毁于“文化大革命”。1974年修复刻石时，真迹已失，后从唐驼为“花神庙”书写的楹联中，集“鼋渚春涛”四字，加以恢复。站在渚头，尽观太湖山水，波涛拍岸，远眺石壁上“横云”、“包孕吴越”等崖刻，气势雄伟非凡页10-13。

### 广福禅寺

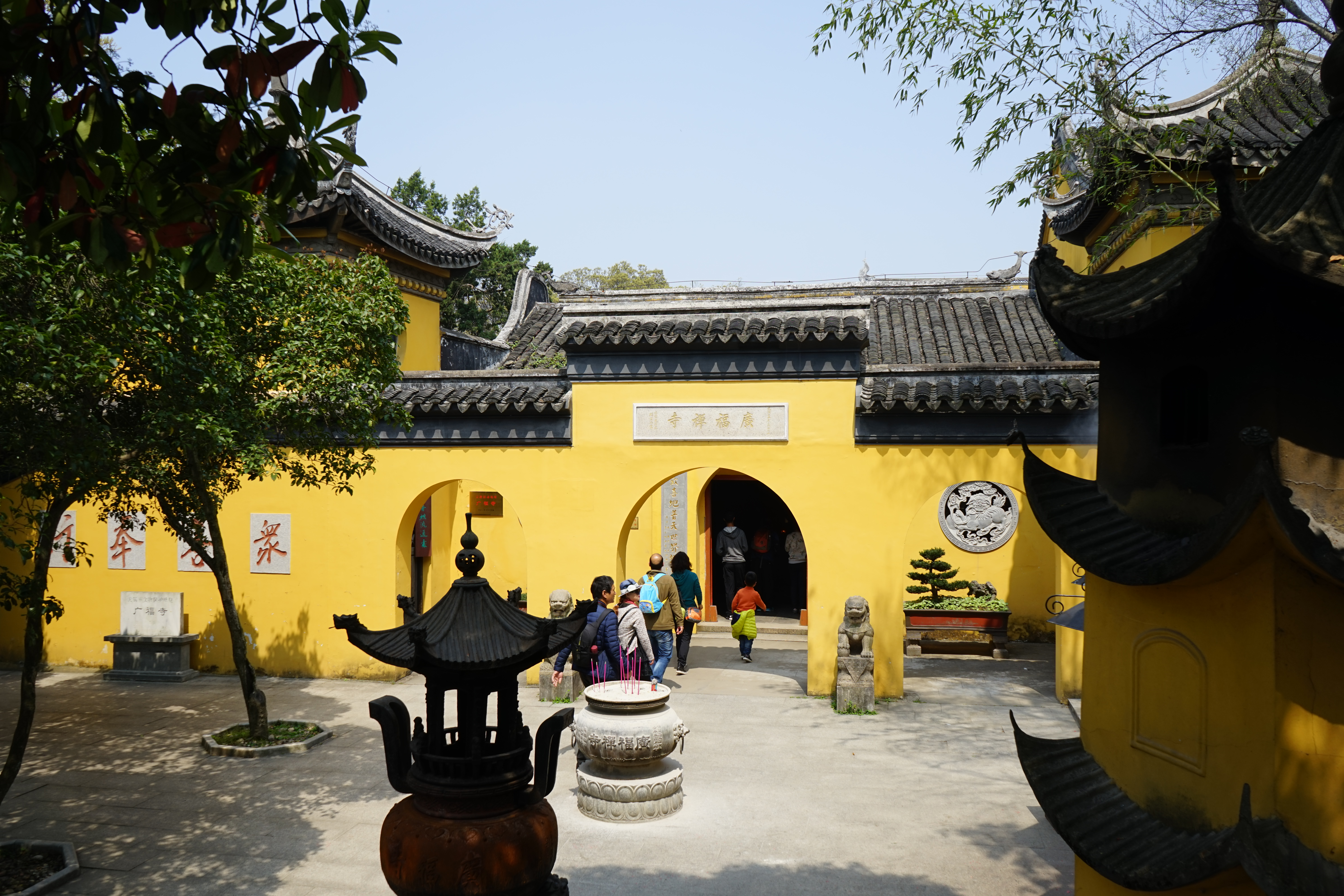
广福禅寺

从鼋头渚拾级而上，可到广福寺。广福寺原为南朝萧梁时期的峭岩寺，上山路旁有一勺泉，取“有源之水聚而为一勺，散而为三万六千顷”之义。1921年，了道大师驻锡于此专宏净土，取“广土众民同登福地洞天”之意，将峭岩寺更名为“广福寺”。1924年，有一军人来到广福寺削发为僧，称为量如。地主杨翰西见状便将“一勺泉”上的十亩多山地捐赠给了量如和尚，广福寺始得扩建，形成深山古寺之风。在寺前左，有小南海，为普善和尚募化所建，供应素面素斋，名闻遐迩。寺西端有陶朱阁，为纪念范蠡泛舟太湖、归隐无锡之事而建。自广福寺曲径而下，便是“万浪卷雪”景观，一览太湖靈秀。

## 逸事
- 传说太湖本为陆地，叫做山阳县，此地有一孝子，供奉老母不辍。后偶遇化成叫花子的铁拐李，孝子亦悉心照顾，感动了铁拐李，遂泄露天机，告知此地将发大水，届时城门口的石狮子眼中会流血，嘱他见此便背上母亲往北逃。孝子听后，天天前去查看石狮子。旁有一卖肉人家，问其何故，得知后讪笑一番，还诚心戏弄孝子，偷偷在晚上拿了猪血抹在石狮子眼睛中。翌日，孝子一见此景，连忙背起母亲，并一路呼唤乡亲逃命，不久洪水即至，孝子一路狂奔，时而驻足歇息，洪水也紧跟其后。最后，孝子和逃出来的乡亲们定居在岸边，建成了无锡城，而当时孝子的三个驻足之处就是三山，无锡则因此留下了谣谚：“沉没山阳县，氽出无锡城”[11]页5-9。

- 据说在古代，鼋头渚之地理并不如今，而是被相连的犊山所遮，封住了湖口，水流不通，百姓用水、灌溉极难。此时，被玉帝贬下凡的猪婆龙化作人形，名唤张勃，正携家带口来到无锡，他见此情形，决意治水，要把犊山挖两个缺口以能通水。惟山崖或是坚硬、或是今凿明长，凡间工具难以凿通。张勃只得在半夜偷偷变化成猪婆龙，连啃三夜，终于把凿开了一道口，形成了中犊山与北犊山。张勃为此连瘦数十斤，但仍用此法去啃南犊山。妻子不忍，半夜去送饭菜，忽见怪物，当即吓死，猪婆龙见妻亡，恸哭不已，声音惊动了上天，张勃被抓回天庭，此时南犊山业已挖通，惟水深比北犊山稍浅。无锡百姓感恩张勃不已，为其建张元庵庙，世代供奉[11]页108-116。

- 1948年春，蒋中正携宋美龄来锡，游玩蠡园、太湖，品尝太湖船菜。一日，蒋与夫人同赴鼋头渚中犊山荣氏家族之锦园登山，行至半路，突遇一丐妇行乞，警卫欲上前阻拦，被宋美龄止住，从包中取出金圆券数张赏给丐妇，当时金圆券尚未贬值，实为一笔不小的钱款。中犊山之锦园，即今日之太湖工人疗养院，是1952年周恩来亲点兴建的一南一北两处国家级疗养院（北即北戴河）。陈毅、刘伯承、聂荣臻、日本前首相片山哲、梅兰芳、杨振宁、英籍华裔作家韩素音等都曾下榻入住，在此远眺太湖，烟波浩渺，又颇为幽静[12]页142-146；[13]。

## 图集

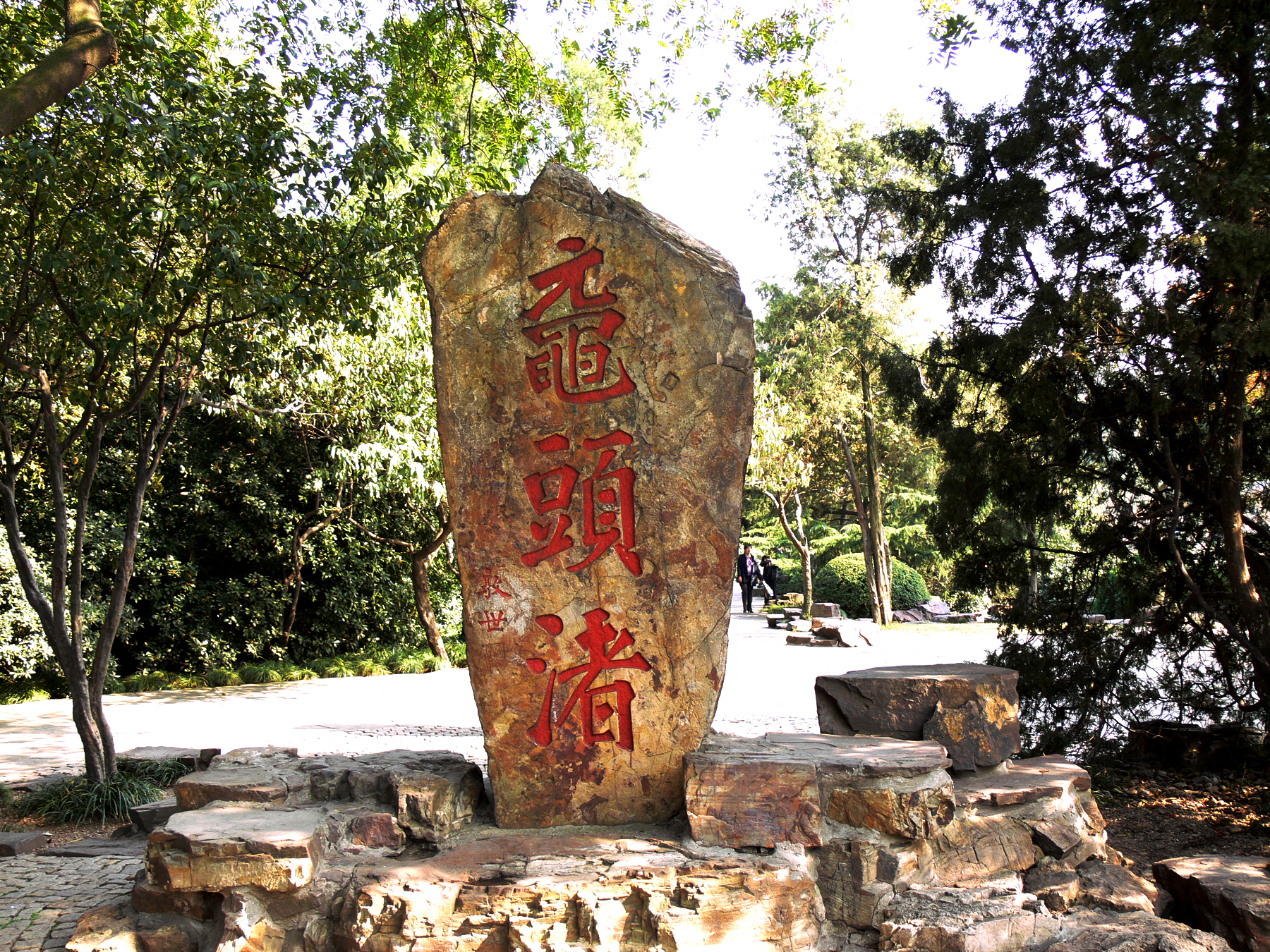
鼋头渚石刻
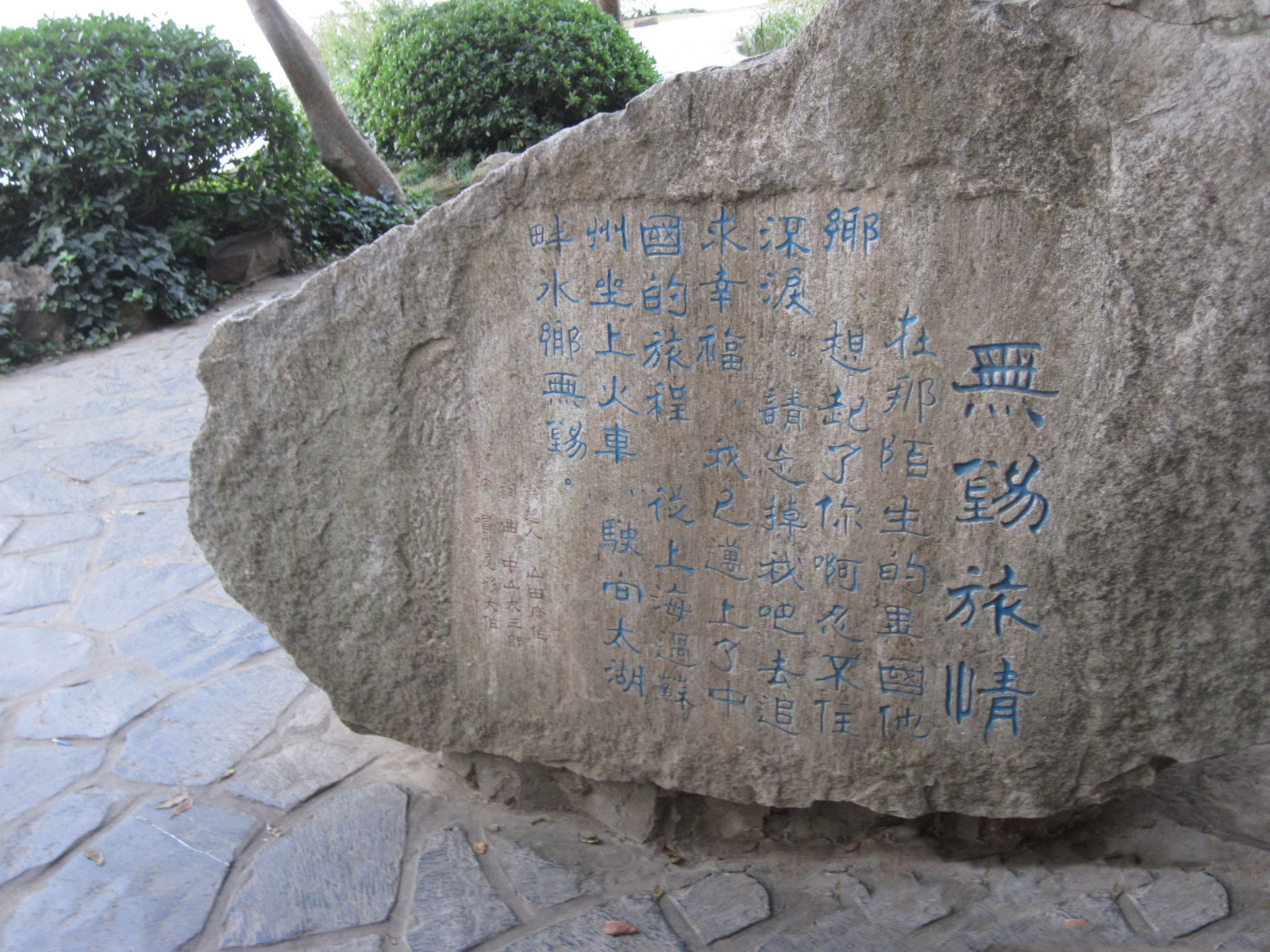
无锡充满温情和水碑刻，反面所刻的日本演歌《无锡旅情》歌词
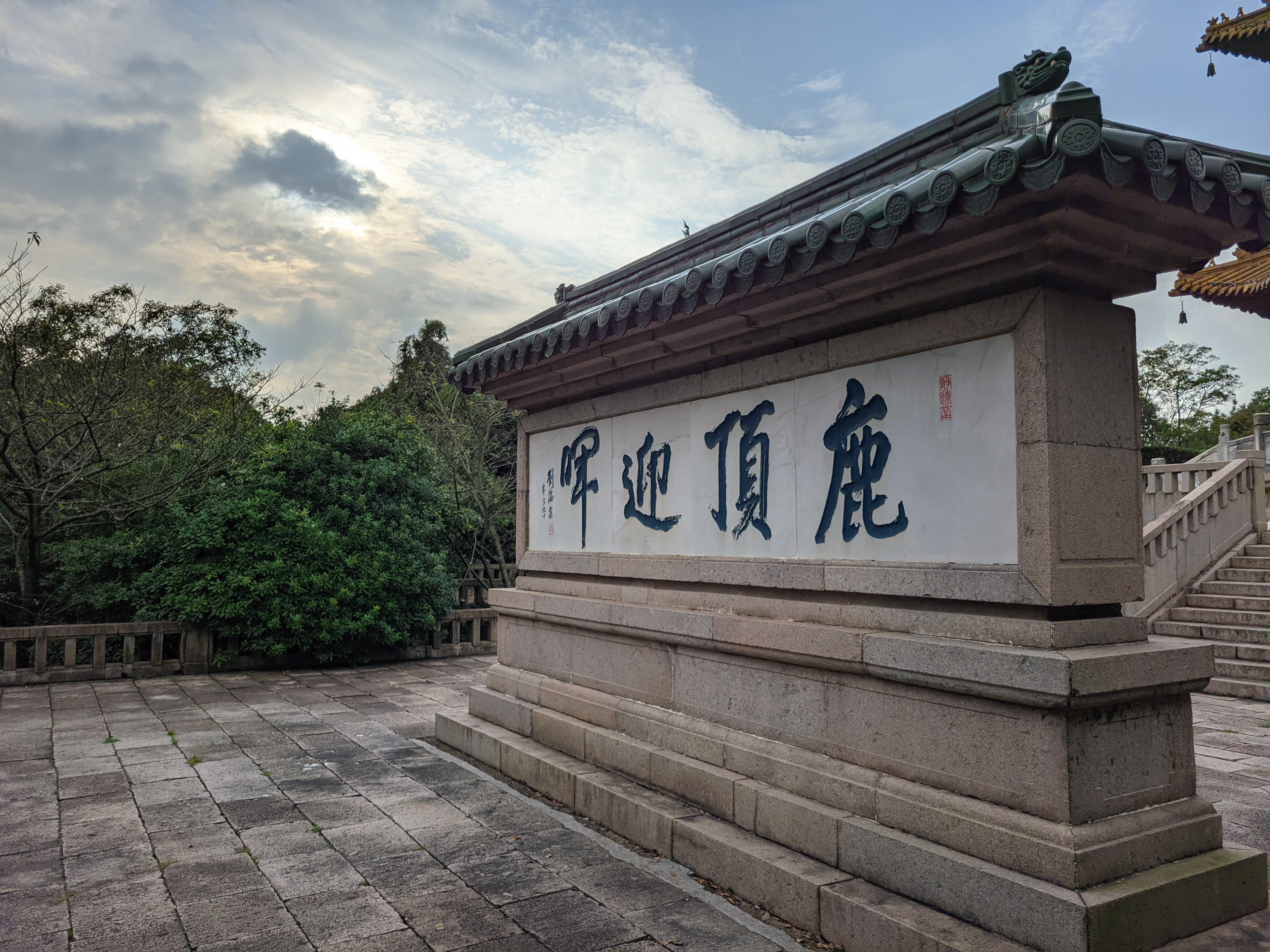
鹿頂迎暉